# エサ・ホロパイネン
エサ・ホロパイネン (Esa Holopainen、1972年10月1日 - )は、フィンランドのヘヴィメタルミュージシャン。
ヘヴィメタル・バンド「アモルフィス」のリードギタリスト兼メインコンポーザーであり、創設メンバー。またデスメタルバンド、カオスブリードでもギターを担当しており、こちらも創設メンバーの一人である。

## 略歴

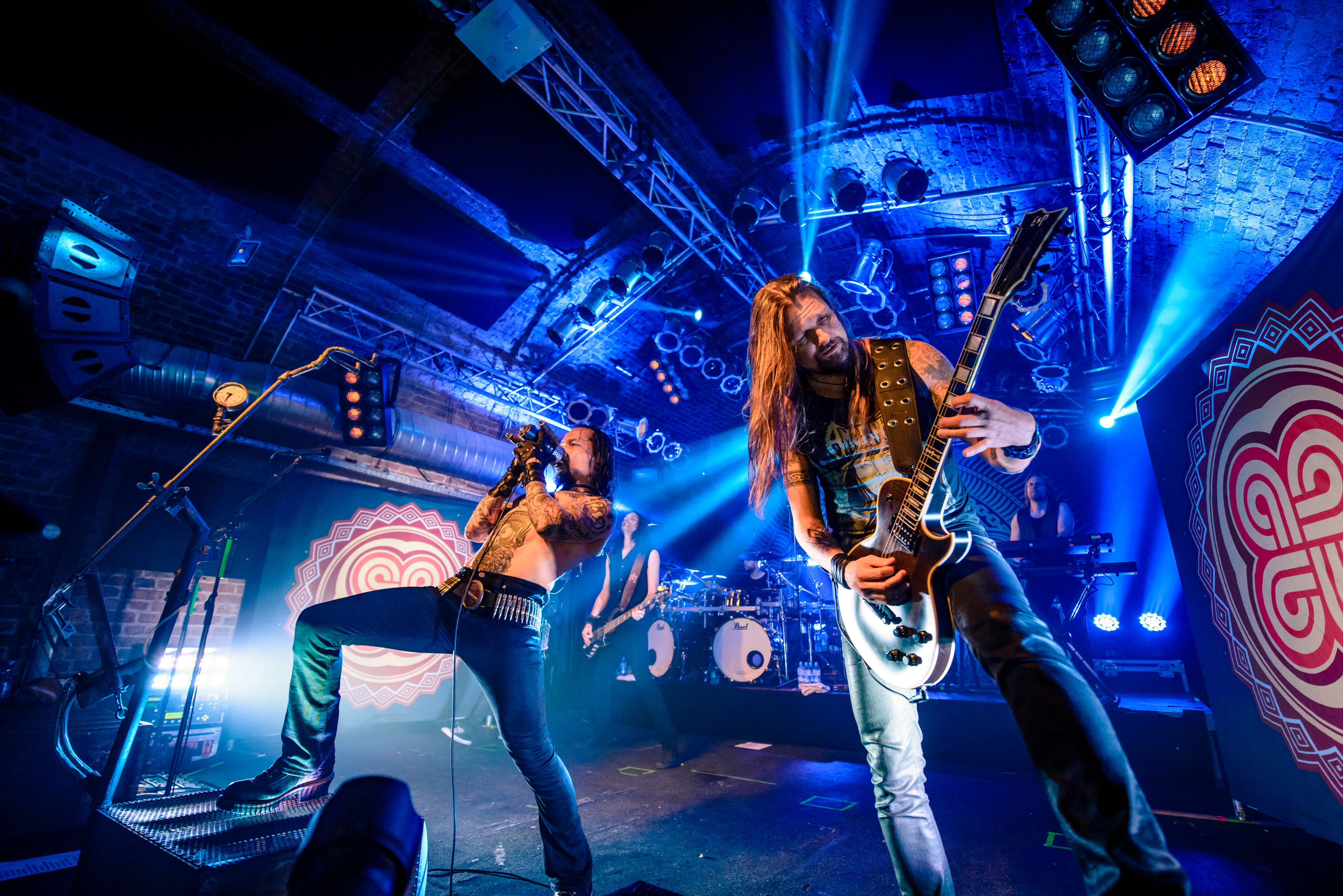
アモルフィス - ドイツ公演 (2016年)

1989年に、スラッシュメタルバンド、ヴァイオレント・ソリューションにギタリストとして加入。2本のデモテープに参加した。同バンドは1990年頃に解散。それから程なく、アモルフィスを結成。メンバーのうち、ヤン・レックベルガー (Ds)とトミ・コイヴサーリ (G、Vo)はヴァイオレント・ソリューションで同僚であった。以降、同バンドのリードギタリストとして活動している。
アモルフィスがメインバンドであるが、サイドプロジェクトでデスメタル・プロジェクトであるカオスブリードで活動していた。カオスブリードは、2003年に、エサに加えて、元アモルフィスのオーリ・ペッカ・ライネ (B)、センテンストのタネリ・ヤルヴァ (Vo)、ムーンソロウのマルコ・タルヴォネン (G)、ガンダルフのナッレ・エステルマン (Ds)の5人で結成されたデスメタルプロジェクトで、センチュリー・メディア・レコードからアルバム『Brutal』をリリースしている。しかし、現在では、カオスブリードは活動を停止しており、エサはアモルフィスに専念している。

## その他
リッチー・ブラックモアやデヴィッド・ギルモア、ジョン・マクラフリン、ペトリ・ワッリ（キングストン・ウォール）らから影響を受けている。使用機材としては、ESPのギターと、Kochのアンプを使用している。

## ディスコグラフィ

### アモルフィス
- Disment of Soul (demo, 1991)
- Amorphis	 (single, 1992)
- The Karelian Isthmus (album, 1992)
- Privilege of Evil (EP, 1993)
- Tales from the Thousand Lakes (album, 1994)
- Black Winter Day / Fear (split with Gorefest, 1995)
- Black Winter Day (EP, 1995)
- Elegy (album, 1996)
- My Kantele (EP, 1997)
- Divinity / Northern Lights (single, 1999)
- Tuonela (album, 1999)
- Alone (single, 2001)
- Am Universum (album, 2001)
- Mourning Soil (single, 2003)
- Far from the Sun (EP, 2003)
- Day of Your Beliefs (single, 2003)
- Far from the Sun (album, 2003)
- Evil Inside (single, 2003)
- Relapse Singles Series Vol. 4 (split with Goreaphobia, Phobia, and Exit-13, 2004)
- House of Sleep (single, 2006)
- Eclipse (album, 2006)
- The Smoke (single, 2006)
- Silent Waters (single, 2007)
- Silent Waters (album, 2007)
- Silver Bride (single, 2009)
- Skyforger (album, 2009)
- From the Heaven of My Heart (single, 2009)
- Martyr of the Free Word / From the Heaven of My Heart (split with Epica, 2009)
- Forging the Land of Thousand Lakes (DVD, 2010)
- Magic & Mayhem - Tales from the Early Years (compilation, 2010)
- You I Need (single, 2011)
- The Beginning of Times (album, 2011)
- Circle (album, 2013)
- Under the Red Cloud (album, 2015)
- Queen of Time (album, 2018)

### カオスブリード
- Unleashed Carnage (EP, 2003)
- Brutal (album, 2004)[4]

### ヴァイオレント・ソリューション
- Period of Depression (demo, 1990)
- Paralysis / Individual Nightmare (EP, 1990)[5]

### ゲスト参加
- Mannhai - Hellroad Caravan (2006, ギターソロにゲスト参加)